# Benjamin Katzmann Hasselflug
Benjamin Katzmann Hasselflug (født 24. juli 1987) er en dansk skuespiller.

## Privatliv
Benjamin Hasselflug blev i august 2016 gift med skuespiller Molly Egelind. Sammen har de datteren Ellinor.
Benjamin Hasselflug er søn af skuespilleren Michael Hasselflug.

## Udvalgt filmografi
Kilde: Filmdatabasen.

### Film
- E.T. the extra-terrestrial (1982) – Michael i danske 2002-version
- Hannah Montana: Filmen (2009) – Jackson Stewart
- Vanvittig forelsket (2009) – Jakob
- Hotel Transylvania (2012) – Jonathan
- Hotel Transylvania 2 (2015) – Medvirkende
- Hotel Transylvania: Monsterferie (2018) – Medvirkende
- Asterix og trylledrikkens hemmelighed (2019) – Stemme
- En minecraft film (2025) – Steve

### Tv-serier
- Krøniken (2004) – Bo